# Långgrynnan (vid Trutören, Malax)
Långgrynnan är en ö i Finland. Den ligger i Norra kvarken och i kommunen Malax i den ekonomiska regionen  Vasa i landskapet Österbotten, i den västra delen av landet. Ön ligger omkring 24 kilometer väster om Vasa och omkring 370 kilometer nordväst om Helsingfors.
Öns area är 8 hektar och dess största längd är 0,7 kilometer i nord-sydlig riktning.